# St. Johannis (Halberstadt)

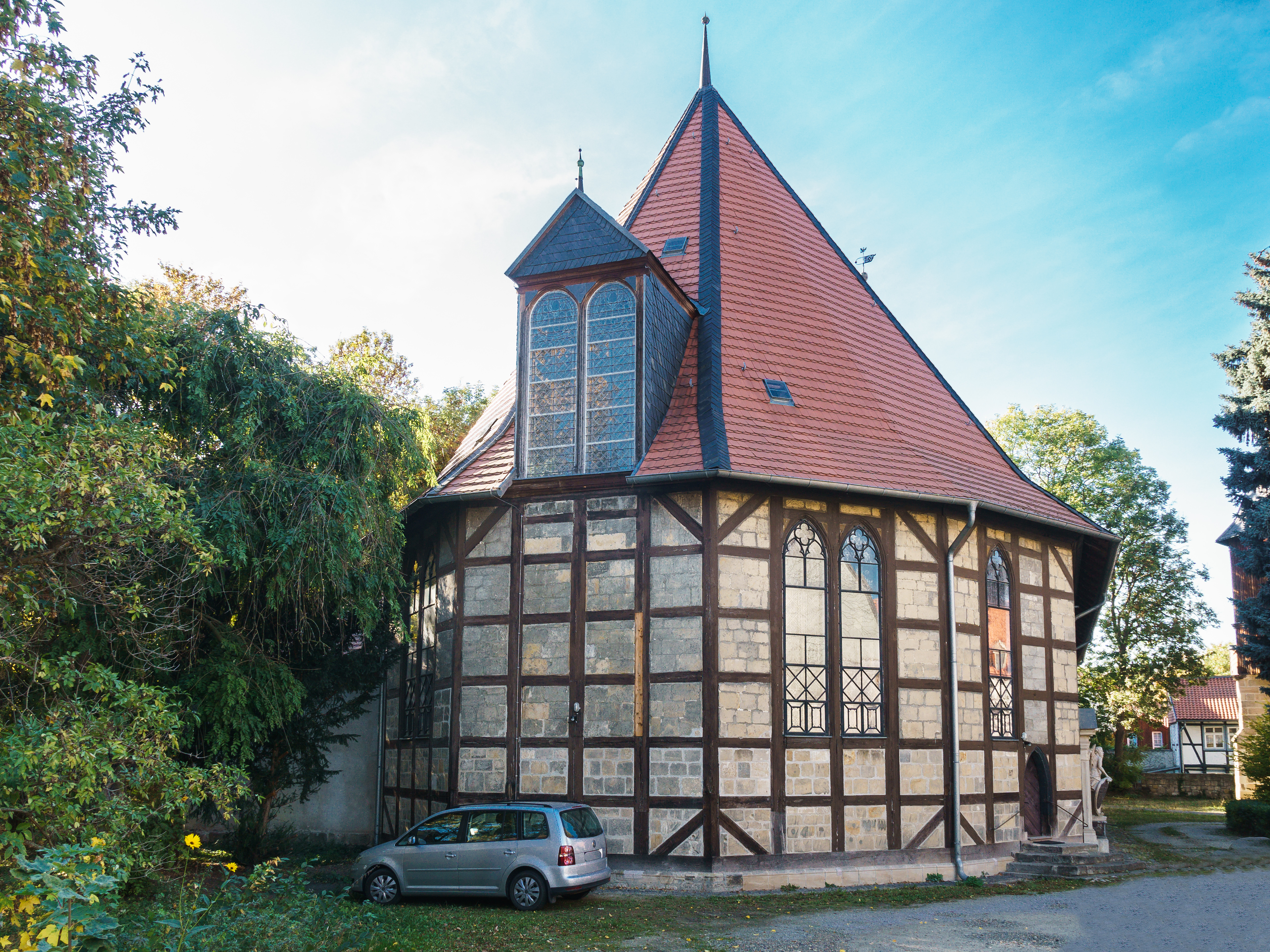
St. Johannis (Halberstadt)

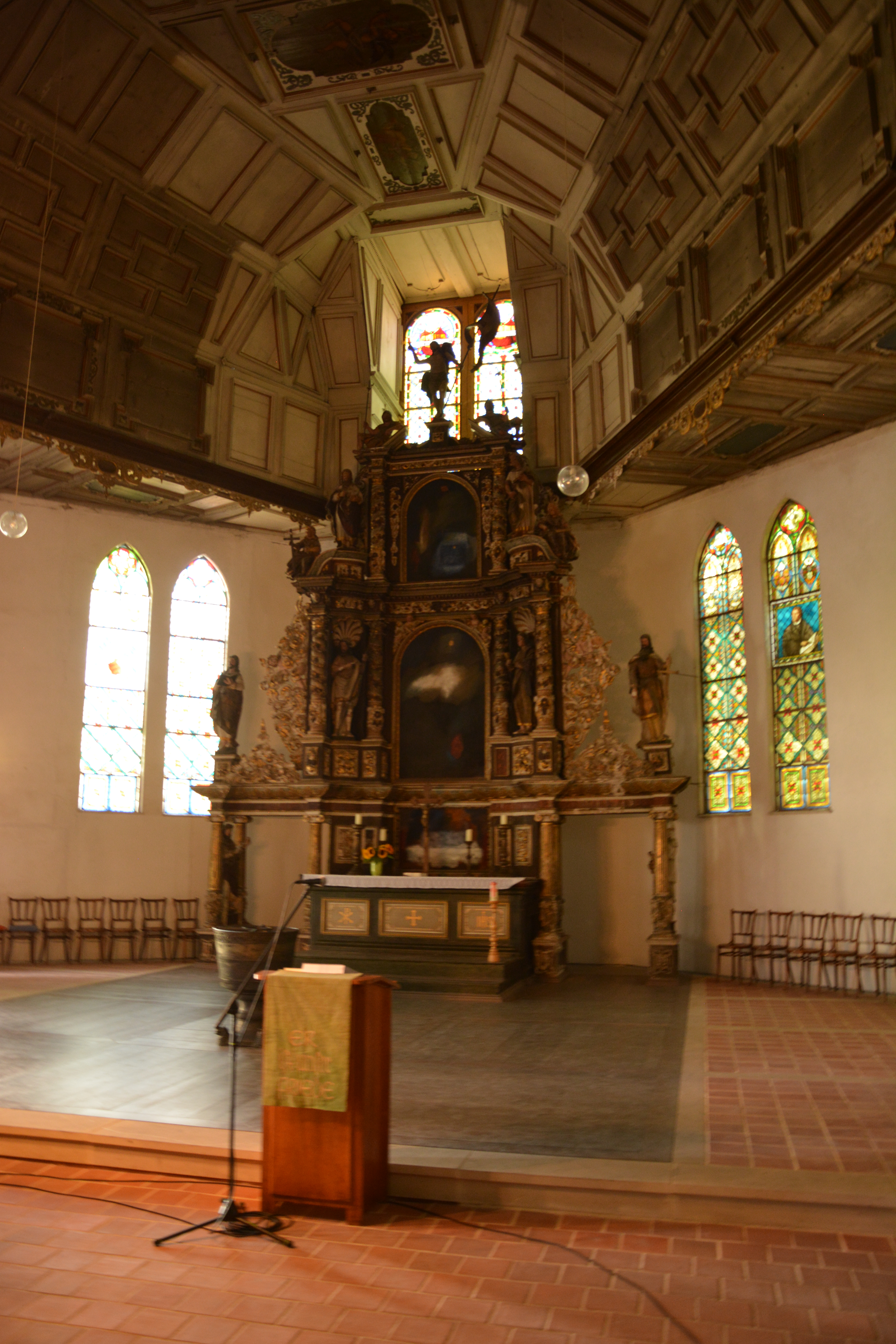
Altaraufsatz

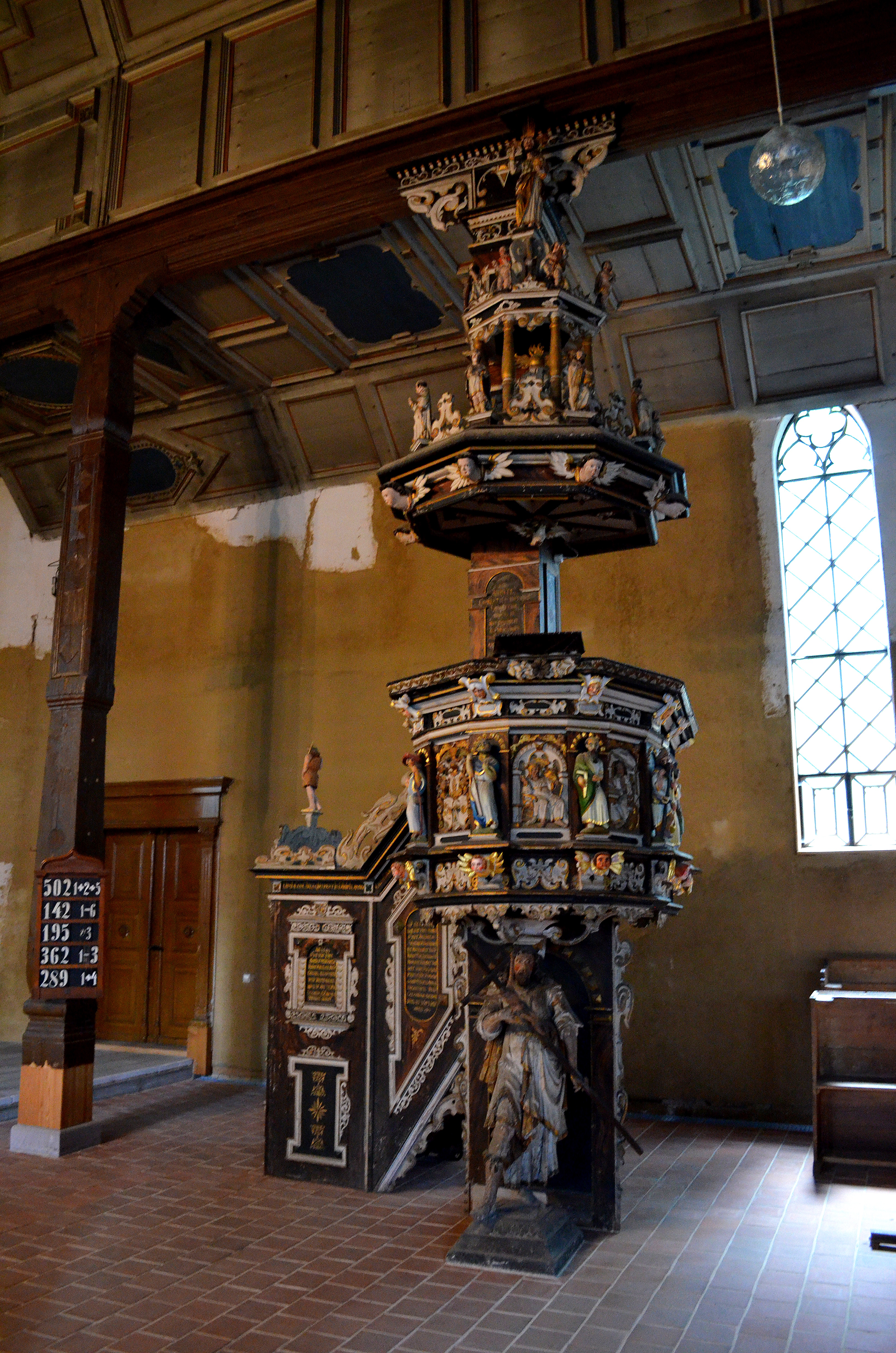
Kanzel

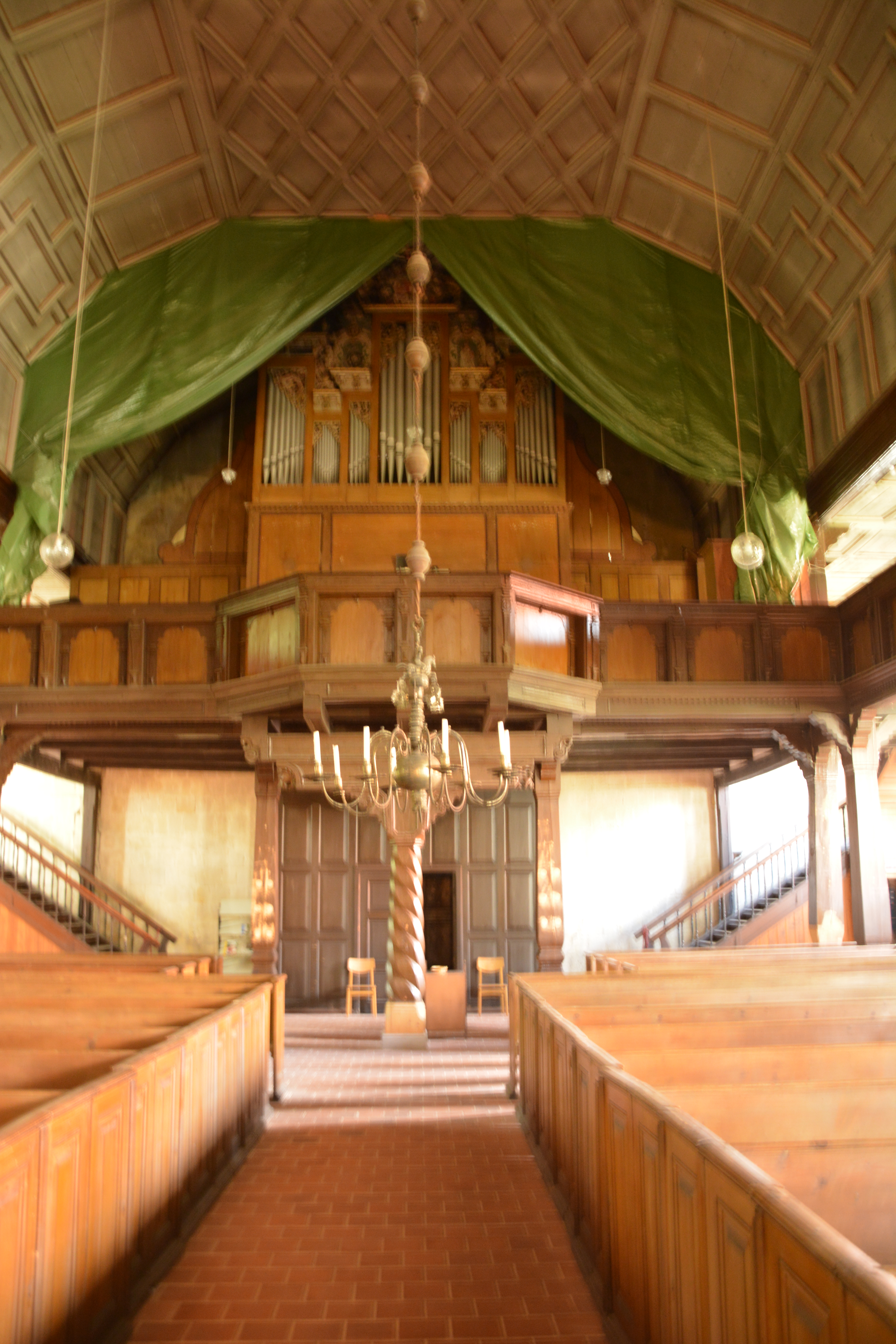
Orgelprospekt

Die evangelische Kirche St. Johannis ist eine Saalkirche in Fachwerkbauweise in Halberstadt im Landkreis Harz in Sachsen-Anhalt. Sie gehört zur Kirchengemeinde St. Johannis Halberstadt im Kirchenkreis Halberstadt der Evangelischen Kirche in Mitteldeutschland.

## Geschichte und Architektur
Das um das Jahr 1030 durch Bischof Brantog gegründete Kollegiatstift wurde zu Beginn des 12. Jahrhunderts in ein Augustiner-Chorherrenstift umgewandelt. In der zweiten Hälfte des 13. Jahrhunderts wurde das Stift westlich vor die Stadt verlegt. Nachdem im Jahr 1631 die Kirche und die Stiftsgebäude zerstört worden waren, wurde in den Jahren 1646–1648 die evangelische Kirche im Westendorf auf dem Gelände eines von der Straße entfernten Gutshofs durch den Zimmermeister Wulf Götze für die älteste protestantische Gemeinde Halberstadts erbaut.
Das Bauwerk ist ein turmloser Fachwerksaal mit polygonalem Ostschluss, der mit Steinquadern ausgefacht ist. Sie gehört mit 32 Meter Länge und 16 Meter Breite zu den größten Fachwerkkirchen in Deutschland. Über der steinernen Westfassade ist ein kleiner Dachreiter erbaut. Die spitzbogigen Portale und das gusseiserne Maßwerk der Fenster stammen von einer Wiederherstellung im Jahr 1848. Im Nordwesten ist ein freistehender Glockenturm mit einem offenen Glockengeschoss aus Fachwerk über einem massiven Unterbau errichtet, der mit Schieferdach und Laterne abgeschlossen ist und seit 1684 in dieser Form besteht.
Das Innere ist ein weiträumiger Emporensaal mit einem kassettierten Holzgewölbe über kräftigen Stützen. In den Chorfenstern sind Glasmalereien aus der Zeit um die Mitte des 19. Jahrhunderts und um das Jahr 1900 eingesetzt, die die Halbfiguren Luthers und Melanchthons, Matthäus’ und Johannes’ sowie Wappenfelder des 17. Jahrhunderts zeigen.

## Ausstattung
Das Hauptstück der qualitätvollen Ausstattung ist ein mächtiger hölzerner Altaraufsatz, der laut Inschrift 1692 gestiftet wurde und dessen Schnitzwerk Thiele Zimmermann zugeschrieben wird. Der dreigeschossige Aufbau zeigt in der unteren Zone von kannelierten Säulen gerahmte Ädikulä mit Moses und Aaron, in der mittleren Zone zwischen zwei gedrehten, weinlaubumrankten Säulen und Akanthuswangen die beiden Johannesfiguren in Muschelnischen und außen Matthäus und Paulus sowie darüber die Evangelisten Markus und Lukas. Der Altaraufbau wird von einer Figur des auferstehenden Christus bekrönt, mit zwei Soldaten auf den Giebelschrägen.
Die drei Altargemälde (Abendmahl, Kreuzigung und Grablegung) sowie mehrere Skulpturen vom Kanzelkorb gingen durch Diebstahl am 17. April 1992 verloren und wurden 1996/1997 durch Bilder von Olaf Wegewitz ersetzt.
Das Taufbecken (eine Fünte)  ist ein wertvoller Bronzeguss aus dem 15. Jahrhundert mit einer Wandung, die oben und unten von einem Blattfries abgeschlossen ist. Es wird von einem runden Fuß mit vier romanisch anmutenden Löwenfiguren getragen, die möglicherweise hier eine Zweitverwendung fanden.
Die Kanzel wurde nach einer Inschrift 1653 gestiftet und 1680 farbig gefasst. Der polygonale Korb wird von einer Figur von Johannes dem Täufer getragen und zeigt an der Wandung die Reliefs der Evangelisten sowie Luther und Melanchthon, dazwischen auf kleinen Postamenten die Apostel, die nach dem Diebstahl 1995/1996 durch Michael Weihe neu angefertigt wurden. Der kronenartige, ebenfalls reich geschnitzte Schalldeckel wird von Christus mit der Weltkugel bekrönt.
Der bereits 1647 aus der Andreaskirche überführte Orgelprospekt ist ein Werk von 1605 und wird vom Wappen des Bischofs Heinrich Julius bekrönt. Die heutige Orgel ist ein Werk der A. Hülle Kirchenorgel-Bauanstalt Halberstadt aus dem Jahr 1926 mit 37 Registern auf drei Manualen und Pedal.
Außen ist ein Epitaph aus der Zeit um 1660/1670 zu sehen, das in einer hohen Pilasterädikula eine lebensgroße Figur des Kronos zeigt.